# Domingos Pellegrini
Domingos Pellegrini Júnior (Londrina, 23 de julho de 1949) é um jornalista, publicitário e escritor brasileiro, cuja obra compreende romances, contos, crônicas, teatro  e poesia. É vencedor do Prêmio Jabuti em seis ocasiões.

## Biografia
Nascido numa família de origem italiana, sendo filho de um barbeiro e de uma dona de pensão, começou a escrever aos catorze anos de idade, quando ganhou uma máquina de escrever do pai. Estudou Letras na Universidade Estadual de Londrina entre 1967 e 1971, e na Universidade Estadual Paulista, na cidade de Assis, onde se especializou em Teoria da Literatura.
Entre suas obras destacam-se o romance  Terra Vermelha e os romances juvenis long-sellers A Árvore Que Dava Dinheiro  e As Batalhas do Castelo.

## Prêmios
Ainda com livros inéditos de poesias e contos, ganhou o Prêmio Fernando Chinaglia II, da União Brasileira de Escritores, em 1970 e 1974.O livro de contos O Homem Vermelho, sua primeira publicação, lhe valeu o Prêmio Jabuti em 1977. Recebeu seu segundo Jabuti em 2001 com o romance O Caso da Chácara Chão. Em terceiro lugar também foi premiado com o Jabuti  seu romance No Coração das Perobas em 2003. Em 2006, recebeu dois Prêmios Jabuti: em segundo lugar, com o romance Meninos no Poder, e, em terceiro lugar,  com o livro de poesia Gaiola Aberta. Em 2008 recebeu novamente o Jabuti, em terceiro lugar, com o livro juvenil Mestres da Paixão.
Sua obras já foram publicadas nos o Estados Unidos, Itália e França. Em 2001 foi novamente agraciado em primeiro lugar com o Prêmio Jabuti. pelo romance O caso da Chácara Chão.
. Seu romance juvenil As Batalhas do Castelo foi premiado como Melhor Livro do Ano em 1987 pela Associação Paulista dos Críticos de Arte. Em 2006 ganhou o Prêmio Literatura para Todos, do Ministério da Educação, com a peça de teatro Família Composta.
Em 2020, seu romance juvenil  A Árvore Que Dava Dinheiro recebeu edição de dois milhões e 30 mil exemplares do então Programa Nacional de Bibliotecas Escolares, antecessor do Plano Nacional do Livro Didático. 